# 谷川貞夫
谷川 貞夫（たにがわ さだお、1900年4月20日 - 1989年12月22日）は、日本の社会事業家。

## 経歴
神戸市生まれ。1930年東京帝国大学文学部哲学科中退。1962年まで愛隣団セツルメント指導員、1925-48年愛隣中学校校長、1937-61年吾嬬幼稚園園長、1933-47年愛隣小学校校長、1946-79年日本社会事業大学教授。1956-61年西南学院大学教授兼任、1967-78年常磐学園短期大学教授兼任。愛隣館セツルメント総主事、社会事業研究所長。1952-1973年社会福祉法人愛の友協会（千葉県長生郡）初代理事長として、障がい者福祉に尽力。

## 編著書
- 『愛隣團事業報告 自大正十五年四月至昭和二年三月』編　日暮里愛隣團 1928
- 『日本メソヂスト社會事業概要』基督教出版社 1933
- 『ケース・ウヮーク要論』日本社会事業協会 社会事業テキスト 1949
- 『ヴォランティア・サーヴィス 篤志奉仕者の活動』群馬縣民生委員連盟 1950
- 『コンミュニティ・オーガニゼーション概説』福祉春秋社、1951
- 『社会奉仕とグループ活動 奉仕事例の手がかりとして』日本赤十字社 1967
- 『ボランティアサービス』日本生命済生会 ボランティアシリーズ 1966
- 『社会福祉事業論稿 福祉実現への途を求めて』緑蔭書房 1983
- 『社会福祉序説 戦前、戦中、戦後の軌跡』全国社会福祉協議会 1984

### 共編著
- 『現代社会事業要論』牧賢一共著 社会事業叢書 常磐書房 1941
- 『現代保育講座』牛島義友,平井信義共編 金子書房 1956
- 『0才児保育の理論と実際』吉岡毅,谷口喜久子／藤井キヨノ／斎藤ヒデ共著 都政人協会 1974

## 論文
- Cinii